# 貝拉德羅山
27°55′S 68°55′W / 27.917°S 68.917°W
貝拉德羅山（Del Veladero），是阿根廷的火山，位於該國西北部拉里奧哈省，處於博內特峰以西數公里，屬於安第斯山脈的一部分，海拔高度6,436米。